# عزابة
عزّابة هي قرية مغربية تنتمي لإقليم صفرو، جنوبي مدينة فاس. تضم هذه البلدة 2.493 ساكنا حسب إحصاء سبتمبر 2004.